# Anton Himstedt
Anton Himstedt (* 12. Februar 1952 in Wiesbaden) ist ein deutscher Bildhauer.
Himstedt studierte Bildende Kunst und Ägyptologie an der Universität zu Köln und der Johannes Gutenberg-Universität Mainz. Er erhielt u. a. ein Wilhelm-Lehmbruck-Stipendium (1984), ein Philipp-Morris-Stipendium (1989) und ein Stipendium des Künstlerhauses Schloss Balmoral (1997). Neben zahlreichen Gruppenausstellungen – u. a. in der Kunsthalle Bielefeld und der Kunsthalle Winterthur (1978–1988), bei der Kunstmesse in Köln (1989), im Kunstpalast Vilnius, im Kunstmuseum Minsk, der Manege Leningrad und dem Ukrainisches Museum Kiew (1990), der Kunsthalle Bremen (1995) und der Pfalzgalerie Kaiserslautern (1995 und 2000) – hatte er auch mehrere Einzelausstellungen, darunter im Wilhelm Lehmbruck Museum (1986), der Kunsthalle Winterthur (1990), Form als Öffnung in der Pfalzgalerie Kaiserslautern (1994) und im Staatlichen Museum Schwerin (1996) und FOND. Performance im Quadrat Bottrop, dem Westfälischen Landesmuseum Münster, der Zeche Zollverein Essen und dem Skulpturenmuseum Glaskasten Marl (2006) sowie im Quadrat Bottrop (2021).